# Aromobates duranti
Aromobates duranti (Péfaur, 1985) è un anfibio anuro, appartenente alla famiglia degli Aromobatidi.

## Etimologia
L'epiteto specifico è stato dato in onore di Pedro Durant.

## Distribuzione e habitat
È endemica della Cordillère de Mérida in Venezuela. Si trova tra i 2600 e i 3000 metri di altitudine nello stato di Mérida.